# Каратомар (Костанайская область)
Каратомар (каз. Қаратомар) — упразднённое село в Узункольском районе Костанайской области Казахстана. В 2014 году было включено в состав села Речного того же района. Входило в состав Чапаевского сельского округа. Код КАТО — 396665300.

## Население
В 1999 году население села составляло 69 человек (33 мужчины и 36 женщин). По данным переписи 2009 года, в селе проживало 8 человек (6 мужчин и 2 женщины).